# 1874年のスポーツ
- 年度別スポーツ記事一覧

## 競馬

### イギリス
クラシック
- 2000ギニー - アトランティック
- 1000ギニー - アポロジー
- エプソムダービー - ジョージフレデリック
- エプソムオークス - アポロジー
- セントレジャーステークス - アポロジー

その他主要レース
- アスコットゴールドカップ - ボイアール
- グランドナショナル - ルニー

### アメリカ合衆国
- ベルモントステークス - サクソン

### フランス
- パリ大賞典 - トラン
- ジョッケクルブ賞 - サルタレール

### オーストラリア
- メルボルンカップ - ハリコット

## ゴルフ

### 世界4大大会（男子）
- 全英オープン優勝者：ムンゴ・パーク（英語版）（イギリス）

## サッカー

### イングランド
- FAカップ決勝

オックスフォード大学 2-0 ロイヤル・エンジニアーズ

## テニス
- 2月23日 - C・ウィングフィールド、初めてローンテニスをはじめる

## ボート
- オックスフォード・ケンブリッジ大学対抗レガッタ優勝：ケンブリッジ大学

## 野球

### アメリカ合衆国
- ナショナル・アソシエーション優勝：ボストン・レッドストッキングス

## その他のスポーツ
- 3月21日 - 海軍兵学寮で競闘遊戯会開催

## 誕生
- 1月1日 - ニコライ・パニン（ロシア、フィギュアスケート、+1956年）
- 1月19日 - 常陸山谷右エ門（茨城県、相撲、+1922年）
- 2月24日 - ホーナス・ワグナー（アメリカ、野球、+1955年）
- 3月13日 - エラリー・クラーク（アメリカ、陸上競技、+1949年）
- 3月16日 - ビル・ダグルビー（アメリカ、野球、+1944年）
- 8月10日 - トッド・スローン（アメリカ、競馬、+1933年）